# 'O core 'e Napule
'O core 'e Napule è un album discografico della cantante italiana Irene Fargo, pubblicato nel 1995 dalla Carosello Records.

## Tracce
1. Malinconico autunno
2. Era de maggio
3. I' te vurria vasà
4. Te voglio bene assaje
5. 'Na sera 'e maggio
6. Che m'e 'mparato a fa'
7. Munasterio 'e Santa Chiara...
8. Anema e core
9. Quanno nascette Ninno
10. Passione
11. Reginella
12. Dicitencello vuje